# Justyna Kaczkowska
Justyna Kaczkowska (Jaworze, voivodat de Silèsia, 7 d'octubre de 1997) és una ciclista polonesa especialista en el ciclisme en pista. Ha participat en els Jocs Olímpics de 2016.

## Palmarès en pista
- 2015
  -  Campiona del món júnior en Persecució
  -  Campiona d'Europa júnior en Persecució
- 2016
  -  Campiona d'Europa sub-23 en Persecució
- 2017
  -  Campiona d'Europa sub-23 en Persecució

### Resultats a laCopa del Món
- 2016-2017
  - 1a a Glasgow, en Persecució
- 2017-2018
  - 1a a Pruszków, en Persecució